# Assomption (Seychellen)
Assomption (auch unter der englischen Schreibweise Assumption bzw. Assumption Island bekannt) ist eine Insel im Indischen Ozean nördlich von Madagaskar, die zu der Inselrepublik Seychellen gehört. Die Koralleninsel ist knapp 7 Kilometer lang und 11,07 Quadratkilometer groß. Zwei große Sanddünen, eine davon 32 Meter hoch, prägen das Bild der Insel.
Die Insel liegt etwa 30 Kilometer südöstlich des Aldabra-Atolls und gehört zur Aldabra-Gruppe, welche zu den Outer Islands der Seychellen zählt.
Assomption ist lediglich von einem Inselverwalter bewohnt. Zur Kokosnuss-Ernte und zur Pflanzenpflege kommen jährlich für mehrere Wochen Gastarbeiter auf die Insel. Die Insel ist ein beliebtes Tagesausflugsziel für Kreuzfahrt-Touristen, verfügt aber über keinerlei Infrastruktur. Außerdem achtet die Regierung der Seychellen im Rahmen ihres Naturschutzprogrammes darauf, solche Ausflüge nur in begrenzter Zahl zuzulassen.
Als die Seychellen eine britische Kolonie waren, wurde auf Assomption Guano abgebaut, wodurch die damals dichte Vegetationsdecke in weiten Teilen zerstört wurde. Im Jahr 1920 waren die meisten Pflanzen und Tiere der Insel ausgerottet. Durch Renaturierungsprogramme konnte ein Teil der ehemaligen Flora und Fauna wiederhergestellt werden.
Teile von Jacques-Yves Cousteaus und Louis Malles preisgekrönter Dokumentation Die schweigende Welt wurden auf Assomption gedreht.
Mitte der 1960er Jahre sollten Assomption und Aldabra zu einem britisch-amerikanischen Militärstützpunkt inklusive Tiefseehafen ausgebaut werden. Nach heftigen Protesten von Umweltorganisationen wurde dieser Plan allerdings verworfen. 50 Jahre später wird das Projekt jedoch reaktiviert, allerdings diesmal durch Indien. Anfang 2016 genehmigte der Präsident der Seychellen den Bau einer Basis für die Indischen Streitkräfte.